# Càncer de mama
El càncer de mama és un tipus de càncer que es desenvolupa a partir de teixit mamari. Existeixen més de 19 subtipus de càncer de mama. Alguns subtipus, com el carcinoma ductal in situ, es desenvolupen a partir de lesions preinvasives. El càncer de mama es desenvolupa, més freqüentment, en cèl·lules de la superfície dels ductes mamaris i en els lòbuls que hi secreten llet. Així mateix, els càncers que es desenvolupen a partir dels lòbuls s'anomenen carcinomes lobulars.
A nivell mundial, el càncer de mama és el segon tipus de càncer més freqüent després del càncer de pulmó (10,4% del total de la incidència de càncer, comptats ambdós sexes) i la cinquena causa més comuna de mort per càncer. El 2004, el càncer de mama va causar 519.000 morts a tot el món (7% de les morts per càncer, gairebé l'1% de totes les defuncions). El càncer de mama és, aproximadament, 100 vegades més freqüent en les dones que en els homes, però les taxes de supervivència són iguals en ambdós sexes. A Girona, la incidència percentual sobre el total de càncers és del 12%; per a dones al voltant del 28%.
Els factors de risc inclouen: ser dona, patir obesitat, la manca d'exercici físic, el consum d'alcohol, la teràpia hormonal substitutiva durant la menopausa, la irradiació, tenir una menstruació prematura, tenir fills a una edat tardana o no tenir-ne cap, l'edat avançada, un historial previ de càncer de mama i l'historial familiar. Aproximadament, un 5-10% de casos es deuen a gens heretats dels progenitors, incloent-hi BRCA1 i BRCA2, entre d'altres.
El diagnòstic de càncer de mama es confirma fent una biòpsia de la massa detectada. Un cop s'ha fet el diagnòstic, calen més proves per determinar si el càncer s'ha disseminat més enllà de la mama i, alhora, per concretar els tractaments que tenen més probabilitats de ser efectius.
El balanç de danys i beneficis del cribratge amb mamografies del càncer de mama és controvertit. El 2013, una ressenya de Cochrane declarava que no és clar si el cribatge amb mamografies representa més beneficis que perjudicis. El 2009, una ressenya pel Grup de Treball de Serveis de Prevenció dels Estats Units (US Preventive Services Task Force) va trobar evidències relacionades amb certs beneficis en persones d'entre 40 i 70 anys. L'organització recomana mamografies cada dos anys en dones d'entre 50 i 74 anys.
Pel que fa a la prevenció d'aquest tipus de càncer, els medicaments tamoxifèn o raloxifèn poden usar-se per prevenir el càncer de mama en grups de risc elevat. L'extirpació quirúrgica dels dos pits és una altra mesura preventiva en certs casos de risc elevat. Les persones diagnosticades amb càncer poden seguir una sèrie de tractaments, incloent-hi la cirurgia, la radioteràpia, la quimioteràpia, la teràpia hormonal i la teràpia dirigida. Quan el càncer s'ha estès a altres parts del cos, el tractament busca, sobretot, millorar la qualitat de vida i la comoditat dels pacients.
El resultat del càncer de mama varia segons el subtipus, l'extensió de la malaltia i l'edat de la persona. Els índexs de supervivència als països desenvolupats són alts. Entre el 80 i el 90% de les persones diagnosticades als Estats Units i Anglaterra viuen com a mínim 5 anys. A Catalunya, té una taxa de supervivència a cinc anys per a dones al voltant del 90%. A Catalunya, les taxes de mortalitat (x 100.000 hab.; i en % sobre el total de càncers per sexe; estandarditzades segons sexe, 2018) són: 17,63 dones; 0,20 homes; 9,72 total; 15,73% en dones; 0,08% en homes. En els països en desenvolupament, tot i que hi ha menys casos registrats, els índexs de supervivència són inferiors. A escala global, el càncer de mama és el principal tipus de càncer entre les dones, constituint un 25% de tots els casos. És més de 100 vegades més freqüent en dones que en homes. El 2018, es van detectar 2 milions de casos nous i es van enregistrar 627,000 morts.

## Classificació
Els càncers de mama es descriuen com a mínim mitjançant quatre sistemes o grups de classificació diferents, cadascun dels quals es basa en diferents criteris i servint a diferents propòsits:

### Tipus histològic
La següent és una llista de classificacions histològiques del càncer de mama. El càncer ductal infiltrant o invasiu és el tipus histològic més freqüent de càncer de mama que es presenta i abasta entre 70 i 80% de tots els casos.
- Carcinoma, SAI (sense altra especificació).
- Ductal
  - Intraductal (in situ)
  - Invasiu amb component predominant intraductal
  - Invasiu, SAI
  - Comedo
  - Inflamatori
  - Medul·lar amb infiltració limfocítica
  - Mucinós (col·loide)
  - Papil·lar
  - Escirrós
  - Tubular
- Lobel·lar
  - In situ
  - Invasiu amb component predominant in situ
  - Invasiu[17]
- Mugró
  - Malaltia de Paget, SAI
  - Malaltia de Paget amb carcinoma intraductal
  - Malaltia de Paget amb carcinoma ductal invasiu
- Altre
  - Carcinoma indiferenciat

Els següents són subtipus de tumors que es presenten a la mama, però que no es consideren càncers típics de mama:
- Tumor fil·loide.[18]
- Angiosarcoma
- Limfoma primari

### Grau histològic
El grau histològic d'un tumor és determinat per un patòleg a través de l'observació sota el microscopi. Un tumor ben diferenciat (baix grau) s'assembla als teixits normals. Un tumor pobrament diferenciat (alt grau) es compon de cèl·lules desorganitzades i, per tant, no s'assembla als teixits normals. Els tumors moderadament diferenciats (grau mitjà) són en un punt intermedi.

### Receptors
Les cèl·lules del càncer de mama tenen receptors de membrana i en el seu citoplasma i nucli. Els missatgers químics, com ara les hormones, s'uneixen als receptors i això provoca canvis en la cèl·lula. Les cèl·lules de càncer de mama poden tenir o no tres receptors importants: receptor d'estrogen (ER), receptor de progesterona (PR) i HER2.
Les cèl·lules canceroses ER+ (és a dir, les cèl·lules canceroses que tenen receptors d'estrògens) depenen de l'estrogen per al seu creixement, de manera que poden ser tractats amb fàrmacs per bloquejar els efectes de l'estrogen (per exemple, el tamoxifèn) i, generalment, tenen un millor pronòstic. Els càncers de mama HER2+ no tractats són generalment més agressius que els càncers de mama HER2-, però les cèl·lules canceroses HER2+ responen a medicaments com l'anticòs monoclonal trastuzumab (en combinació amb la quimioteràpia convencional) i això ha millorat significativament el pronòstic. Les cèl·lules que no tenen cap d'aquests tres tipus de receptors (receptors d'estrogen, de progesterona o HER2) són anomenats triple-negatius, encara que sovint expressen receptors per a altres hormones, com ara el receptor d'androgen i el receptor de prolactina.

### Estadiatge
El règim actualment acceptat per qualificar l'estadi del càncer de mama és el sistema d'estadiatge TNM.
Aquest sistema d'estadificació de l'American Joint Committee on Cancer (AJCC) proporciona una estratègia per agrupar les pacients segons el pronòstic. Les decisions terapèutiques es formulen, en part, d'acord amb categories de estadificació però, principalment, d'acord amb la mida del tumor, l'estat dels ganglis limfàtics, els índexs dels receptors d'estrogen i progesterona en el teixit tumoral, l'estat del receptor del factor de creixement epidèrmic humà 2 (HER2/neu), l'estat menopàusic i la salut general de la pacient.
| Tumor primari (T)               | |
| TX                              | No es pot avaluar el tumor primari |
| T0                              | No hi ha prova de tumor primari |
| Tis                             | Carcinoma in situ |
| Tis (CDIS)                      | Carcinoma in situ Tipus ductal |
| Tis (CLIS)                      | Carcinoma in situ Tipus lobelar |
| Tis (Paget)                     | Malaltia de Paget del mugró que NO està relacionada amb el carcinoma invasiu o carcinoma in situ (CDIS o CLIS) en el parènquima mamari subjacent. Els carcinomes del parènquima mamari relacionats amb la malaltia de Paget es classifiquen en base de la mida i les característiques de la malaltia parenquimal, encara que la presència de la malaltia de Paget encara s'hauria d'assenyalar. |
| T1                              | El tumor mesura ≤20 mm en la seva major dimensió |
| T1mi                            | El tumor mesura ≤1 mm en la seva major dimensió |
| T1a                             | El tumor mesura >1 mm però ≤5 mm en la seva major dimensió |
| T1b                             | El tumor mesura >5 mm però ≤10 mm en la seva major dimensió |
| T1c                             | El tumor mesura >10 mm però ≤20 mm en la seva major dimensió |
| T2                              | El tumor mesura >20 mm però ≤50 mm en la seva major dimensió |
| T3                              | El tumor mesura >50 mm en la seva major dimensió |
| T4                              | El tumor és de qualsevol mida amb extensió directa a la paret pectoral o la pell |
| T4a                             | Extensió a la paret toràcica que no només inclou adherència o invasió als músculs pectorals |
| T4b                             | Ulceració o nòduls satèl·lits ipsilaterals o edema (incloent la pell de taronja) |
| T4C                             | Tots dos, T4a i T4b |
| T4D                             | Carcinoma inflamatori |
| Ganglis limfàtics regionals (N) | |
| NX                              | No es pot avaluar el gangli limfàtic regional (p.ex., es va extirpar prèviament) |
| N0                              | No hi ha metàstasi regional als ganglis limfàtics |
| N1                              | Metàstasi en grau ipsilateral movible I, II gangli limfàtic axil·lar o axil·lars |
| N2                              | Metàstasi en grau ipsilateral I, II ganglis limfàtics axil·lars que estan clínicament durs |
| N2a                             | Metàstasi ipsilateral en grau I, II a ganglis limfàtics axil·lars fixos els uns als altres |
| N2b                             | Metàstasi només en ganglis mamaris interns ipsilaterals detectats clínicament |
| N3                              | Metàstasi en gangli limfàtic infraclavicular ipsilateral (grau III axil·lar) |
| N3a                             | Metàstasi en gangli limfàtic infraclavicular ipsilateral |
| N3b                             | Metàstasi en gangli limfàtic mamari intern ipsilateral i gangli limfàtic axil·lar |
| N3c                             | Metàstasi en gangli limfàtic ipsilateral supraclavicular |
| Metàstasi a distància (M)       | |
| M0                              | No hi ha prova clínica o radiogràfica de metàstasi a distància |
| cM0 (i +)                       | No hi ha prova clínica o radiogràfica de metàstasi a distància, però sí detecció de dipòsits de cèl·lules tumorals moleculars o microscòpiques a la sang circulant, medul·la òssia o altres teixits ganglionars no regionals, que tenen ≤0,2 mm en pacients sense signes o símptomes de metàstasi.                                                                                              |
| M1                              | Hi ha metàstasi a distància segons el determinen mitjans clínics o radiogràfics clàssics o es comprova per mitjans histològics que té >0,2 mm |

El càncer de mama és generalment, encara que no sempre, classificat principalment pel seu aspecte histològic. Es defineixen rares variants sobre la base de les conclusions de l'examen físic. Per exemple, el càncer de mama inflamatori (IBC, inflammatory breast cancer), una forma de carcinoma ductal o maligne del càncer en els conductes, es distingeix d'altres carcinomes de la inflamació aparença del si afectat.

## Signes i símptomes
El primer símptoma, signe subjectiu, de càncer de mama sol ser un bony que se sent diferent al teixit mamari que l'envolta. Segons "El Manual Merck", més del 80% de casos de càncer de mama es descobreixen quan la dona sent un bony. Segons la Societat Americana del Càncer (American Cancer Society), el primer signe mèdic, objectiu o indidor de càncer de mama detectat per un metge, és descobert per la mamografia. Els bonys que es troben en els ganglis limfàtics situats a les aixelles poden indicar càncer de mama.
Altres indicis de càncer de mama que no siguin un bony poden incloure canvis en la mida o la forma de mama, enfonsament de la pell, inversió del mugró o descàrrega espontània del mugró. El dolor és una eina poc fiable per a determinar la presència o absència de càncer de mama, però pot ser indicatiu d'altres qüestions de salut com la mastodínia.
Quan les cèl·lules del càncer de mama envaeixen els vasos limfàtics menors de la pell de la mama; la seva presentació pot confondre's amb la inflamació de la pell i, per tant, es coneix com a càncer de mama inflamatori (IBC, inflammatory breast cancer). Els símptomes del càncer de mama inflamatori inclouen dolor, inflamació, enrogiment i calor a tota la mama, així com una textura de "pell de taronja" per a la pell anomenat peau d'orange.
Un altre símptoma conegut del complex de càncer de mama és la malaltia de Paget de la mama. Aquesta síndrome es presenta com canvis èczematoides en la pell com enrogiment lleu i descamació de la pell del mugró. Com avenços de Paget, els símptomes poden incloure formigueig, picor, augment de la sensibilitat, ardor i dolor. També hi pot haver descàrrega del mugró. Aproximadament la meitat de les dones amb diagnòstic de Paget també tenen un bony a la mama.
Ocasionalment, el càncer de mama es presenta com una malaltia metastàtica, és a dir, que el càncer es propaga més enllà de l'òrgan original. El càncer de mama metastàtic causa símptomes en funció de la localització de les metàstasis. Els llocs comuns de metàstasis són els ossos, el fetge, el pulmó i el cervell. La pèrdua de pes injustificada a vegades pot anunciar un càncer de mama ocult, així com símptomes de febre o calfreds. Els dolors d'ossis o articulars a vegades poden ser manifestacions de càncer de mama metastàtic, com la icterícia o símptomes neurològics. Aquests símptomes són inespecífics, cosa que significa que també poden ser manifestacions de moltes altres malalties.
La majoria dels símptomes del trastorn de mama no condueixen al càncer de mama. Les malalties benignes de mama com la mastitis i el fibroadenoma de mama són les causes més comunes dels símptomes de trastorn de mama. L'aparició d'un nou símptoma ha de ser pres seriosament pels pacients i els seus metges, degut a la possibilitat d'un càncer de mama subjacent a gairebé qualsevol edat.

## Epidemiologia i etiologia
| Sense dades <2 2-4 4-6 6-8 | 8-10 10-12 12-14 14-16 16-18 | 18-20 20-22 >22 |

Defuncions per càncer de mama per cada 100.000 habitants de 2004 estandarditzats per edat.
Sense dades
<2
2-4
4-6
6-8
8-10
10-12
12-14
14-16
16-18
18-20
20-22
>22

Els factors de risc epidemiològic per a una malaltia poden proporcionar pistes importants quant a l'etiologia, o causa, d'una malaltia.
El primer estudi de casos i controls sobre l'epidemiologia del càncer de mama fou dut a terme per Janet Lane-Claypon, que publicà un estudi comparatiu el 1926 de 500 casos de càncer de mama i 500 pacients de control dels mateixos antecedents i l'estil de vida per al Ministeri Britànic de Salut.
Avui en dia, el càncer de mama, igual que altres formes de càncer, es considera el resultat final de múltiples factors ambientals i hereditaris. Alguns d'aquests factors inclouen:
1. Lesions de l'ADN, com les mutacions genètiques. Les mutacions que poden donar lloc a càncer de mama han estat experimentalment vinculades a l'exposició a estrogens.[32]
2. Fracàs de la vigilància immunològica, una teoria en la qual el sistema immunològic elimina les cèl·lules malignes en tota la seva vida.[33]
3. Una senyalització anormal dels factors de creixement en la interacció entre les cèl·lules de l'estroma i cèl·lules epitelials poden facilitar el creixement de les cèl·lules malignes.
4. Defectes hereditaris en els gens de reparació de l'ADN, com ara BRCA1, BRCA2[34]i p53.

Les poblacions en països subdesenvolupats tenen menys taxes d'incidència que en els països desenvolupats. Un estudi estimava que el 95% del càncer de mama heretable es pot atribuir a un dels dos gens, BRCA1 i BRCA2 (de l'anglès Breast Cancer). Els càncers de mama hereditaris poden adoptar la forma d'un càncer de mama hereditari "lloc específic", que afecten només el pit o càncers de mama o càncer de pit-ovari i altres síndromes. El càncer de mama pot ser heretat tant de dones com d'homes de la família (no és herència lligada al sexe ni d'herència mitocondrial, ja que els gens implicats es troben en cromosomes autosòmics).
Encara que s'han identificat molts factors de risc epidemiològics, la causa de qualsevol persona pugui desenvolupar un càncer de mama sovint és desconeguda. En altres paraules, la recerca epidemiològica informa els patrons d'incidència de càncer de mama a través de certes poblacions, però no en un determinat individu. La incidència del càncer de mama varia entre els diferents grups racials i ètnics. Els principals factors de risc que han estat identificats sexe, edat, edat, hormones, una dieta alta en greixos, d'alcohol, l'obesitat i les i factors ambientals com l'ús del tabac, la radiació.
L'etiologia no és coneguda en el 95% dels casos de càncer de mama, mentre que aproximadament el 5% dels nous càncers de mama són atribuïbles a síndromes hereditaris. En particular, els portadors dels gens de susceptibilitat al càncer de mama, BRCA1 i BRCA2, tenen entre el 30 i el 40% d'increment del risc de patir càncer d'ovari i de mama, depenent de què part de la proteïna es produeix la mutació.
A través de la seqüenciació de 560 genomes de pacients amb càncer de mama, es van identificar cinc nous gens cancerigens (MED23, FOXP1, MLLT4, XBP1 y ZFP36L1) pels quals l'evidència era prèviament nul·la o equívoca, o pels quals les mutacions indiquen que el gen actua en el càncer de mama d'una manera recessiva en lloc de dominant.
En tot el món, el càncer de mama és, de molt, el càncer més comú entre les dones, amb una taxa d'incidència de més del doble que el de càncer colorectal i de coll d'úter i al voltant de tres vegades més gran que la de càncer de pulmó. No obstant això la mortalitat per càncer de mama a tot el món està a només 25% més gran que el de càncer de pulmó en les dones. El 2004, el càncer de mama va causar 519.000 morts a tot el món (el 7% de les morts atribuïdes al càncer i gairebé l'1% de totes les defuncions). El nombre de casos en tot el món ha augmentat considerablement des de la dècada de 1970, un fenomen en part responsable de l'estil de vida modern en el món occidental.
L'edat és un factor de risc important. El 2012, tan sols el 0,9% de les defuncions per càncer de mama als Estats Units es produïren en persones de menys de 35 anys, mentre que el 58,54% es produïren en individus de 65 anys o més.
La incidència del càncer de mama varia enormement arreu del món, essent menor en els països menys desenvolupats i major en els països més desenvolupats. A les dotze regions del món definides per l'OMS, l'anual les taxes d'incidència estandarditzades per edat per 100.000 dones i any són les següents: a Àsia oriental, 18; Sud de l'Àsia central, 22; l'Àfrica subsahariana, 22; sud-est asiàtic, 26; i Nord d'Àfrica Occidental Àsia, 28; Amèrica del Sud i Central, 42; Europa Oriental, 49; al sud d'Europa, 56; al nord d'Europa, 73; Oceania, 74; Europa Occidental, 78; i a Amèrica del Nord, 90.

### Estats Units
Les dones estatunidenques tenen les majors taxes d'incidència del càncer de mama mundial, entre 141 dones blanques i 122 entre dones afroamericanes. Entre les dones en els EUA, el càncer de mama és el càncer més comú i la segona -causa més comuna de mort per càncer (després del càncer de pulmó). Una de cada 8 dones (12,5%) estatunidenques desenvolupen un càncer de mama invasiu vida de desenvolupar i una de cada 1 a 35 (3%) de què aquesta sigui la causa de la seva mort. El 2007, s'estimava que el càncer de mama causés 40.910 morts als EUA (el 7% de les morts causades per càncer, gairebé el 2% del total de defuncions).
Als EUA, tant la incidència i les taxes de mortalitat per càncer de mama han disminuït en els darrers anys en els pobles indígenes d'Amèrica i nadius d'Alaska. Tanmateix, un estudi realitzat als EUA publicat el 2005 per la Society for Women's Health Research indicava que el càncer de mama continua sent la més temuda malaltia, tot i la malaltia coronària és una causa de mort molt més comuna entre les dones. Molts metges diuen que les dones exageren el risc de càncer de mama.

#### Diferències racials en el diagnòstic i tractament
Diversos estudis han trobat que les dones negres als EUA tenen més probabilitats de morir per càncer de mama a pesar que les dones blanques tenen més probabilitats de ser diagnosticades amb la malaltia. Fins i tot després del diagnòstic, les dones negres tenen menys probabilitats de rebre tractament en comparació amb les dones blanques. Els estudiosos proposaren diverses teories sobre la causa d'aquestes diferències, incloent el menor accés al cribratge, el menor accés a tècniques quirúrgiques i tècniques o algunes característiques biològiques de la malaltia pròpies de la població afroamericana. Alguns estudis suggereixen que aquestes diferències racials en els resultats del càncer de mama poden reflectir els prejudicis culturals més que diferències biològiques de la malaltia. La recerca està actualment en procés de definir el pes de la contribució tant de factors biològics i com culturals.
Una nova investigació indica que la Meltina, un component que es troba en el verí d'abella, provoca la mort de les cèl·lules canceroses en els càncers de mama més agressius. Investigadors australians de l'Institut d'Investigació Mèdica de Harry Perkins són els autors d'aquest estudi i esperen que aquest descobriment porti a generar un nou tractament per a aquest tipus de càncer, el més comú en les dones de tot el món.

### Regne Unit
S'estima que es diagnostiquen 45.000 casos i 12.500 morts per any degudes a aquesta causa. El 60% dels casos es tracten amb tamoxifèn, aquest fàrmac resulta ineficaç en el 35% dels casos.

## Prevenció
Diversos factors influeixen en la incidència del càncer de mama, ja sigui positivament o negativament.

### Cribratge

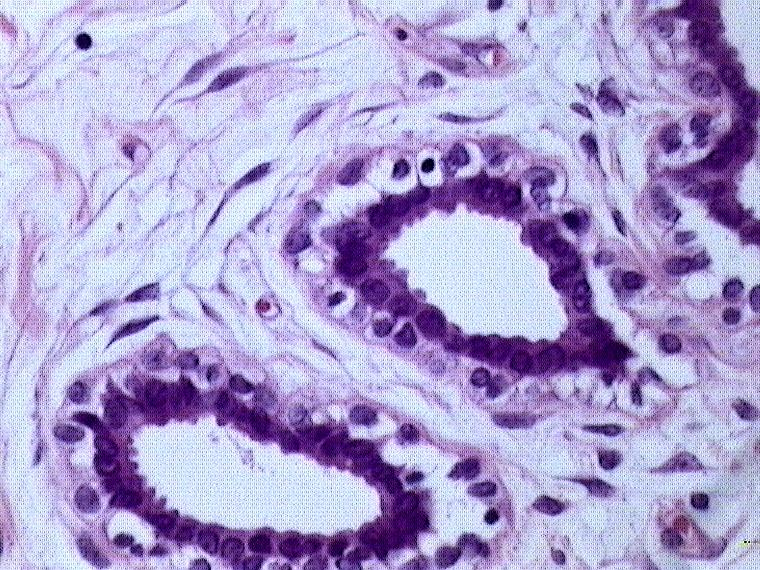
Observació microscòpica d'una biòpsia de mama. Tinció d'hematoxilina-eosina d'un tall histològic de la biòpsia obtinguda. En morat s'observen els nuclis de les cèl·lules i en rosat els citoplasmes. Es pot veure la disposició normal d'una mostra histològica del mateix tipus de teixit sense càncer. Els nòduls centrals mostren un epiteli que els envolta amb dues capes de dos tipus ben diferenciats de cèl·lules.

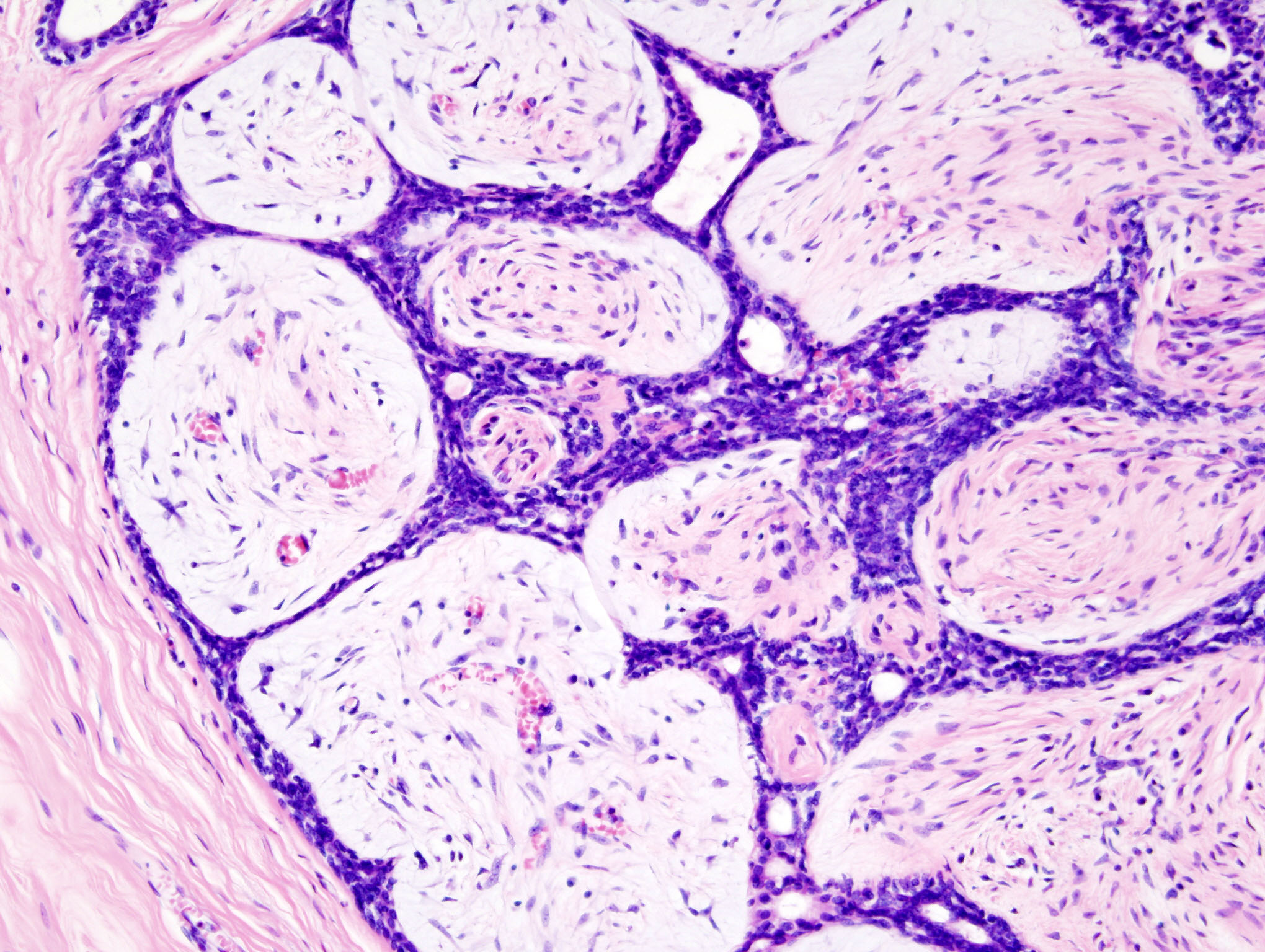
Observació microscòpica d'una biòpsia de mama. Tinció d'hematoxilina-eosina d'un tall histològic de la biòpsia obtinguda (a diferent augment respecte a l'altra imatge). La massa central presenta canvis tant en la conformació dels epitelis (engruiximent de l'epiteli i no diferenciació de les dues capes) com de la mida dels mateixos que és augmentada. També es detecta presència de cèl·lules a l'interior del nòdul amb uns nuclis allargassats i un aspecte fibrós. A l'esquerra del marge superior es pot observar un nòdul no afectat per fer-ne la comparació.

El cribratge del càncer de mama és un intent de diagnosticar els càncers en estadis primaris del desenvolupament, abans que no sigui detectat pel mateix pacient mitjançant auto-examen del pit. Les anàlisis més comunes són els exàmens clínics del pit, la mamografia amb raigs X i l'anàlisi d'imatges de ressonància magnètica (RM). Les proves genètiques també es poden usar. L'auto-examen mamari implica l'examen del mateix pit mitjançant la palpació per detectar els bonys en el teixit mamari, el qual pot ser cancerós. Els exàmens clínics són similars, excepte que són realitzades per un metge o altres especialistes clínics que disposen d'una major experiència diagnòstica.

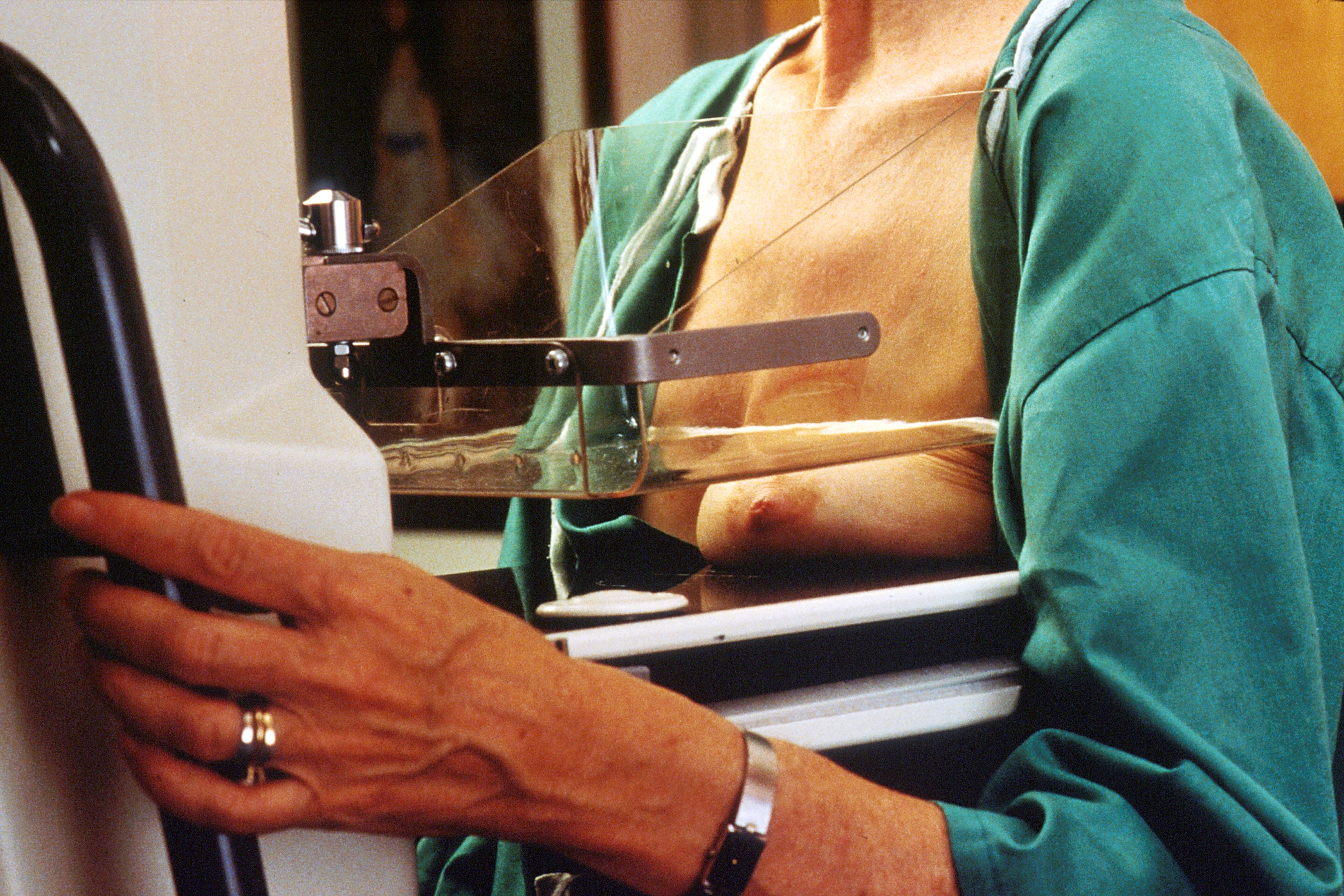
Presa de la radiografia durant una mamografia.

La mamografia de raigs X de utilitza raigs X per examinar el pit per a detectar masses de teixit no característic. Les mamografies realitzades regularment sovint es recomana com a mesura preventiva, en particular per les dones d'edat avançada i en persones de risc. Un estudi recent en el qual participaren 160.921 dones reclutades amb edats de 39-41 mostrà que la mamografia anual fins als 48 anys disminuïa la mortalitat per càncer de mama a una mitjana de 10,7 anys. Aquesta reducció, però, no era estadísticament significativa. Els resultats poden ser deguts a l'atzar. Segons aquests resultats, prop de 2.500 dones han de ser supervisades per evitar una mort per càncer de mama durant aquest període.
La citologia per punció-aspiració amb agulla fina (PAAF) s'utilitza comunament com una eina diagnòstica en la detecció de tumors malignes de mama en un bony al pit. Aquest procediment implica la inserció d'una agulla molt fina en la massa i l'extracció d'algunes cèl·lules (biòpsia), que després s'examinen per determinar-ne el grau de malignitat. Poques vegades es necessita anestèsia per a dur a terme aquest procediment degut a la finor de l'agulla.
Els MRIs (Breast MRIs) són una altra tècnica d'imatge que es poden utilitzar per detectar masses potencialment canceroses. Una tecnologia per al cribratge del càncer de mama de força recent aparició és l'ecografia de tomografia computada, que utilitza ones sonores per crear una imatge tridimensional i detectar el càncer de mama sense el perill d'irradiació que comporta la utilització de raigs X en les mamografies clàssiques. Aquest mètode fou desenvolupat al Laboratori Nacional Los Alamos (Los Alamos National Laboratory).
Les proves genètiques per al càncer de mama normalment impliquen proves per detectar mutacions al gens BRCA. No és una tècnica recomanada, excepte per a aquelles persones en risc elevat de càncer de mama, especialment si se sospita que hi pot haver antecedents familiars de càncer de pit associats a aquest gen. Altres càncers de pit poden no necessitar la presència d'aquest gen, i per això no exclou el seguiment dels cribratges periòdics, inclús havent obtingut un resultat negatiu en aquesta prova. Un resultat positiu permetria l'establiment d'un seguiment especial per al pacient amb una major freqüència.

## Metàstasi

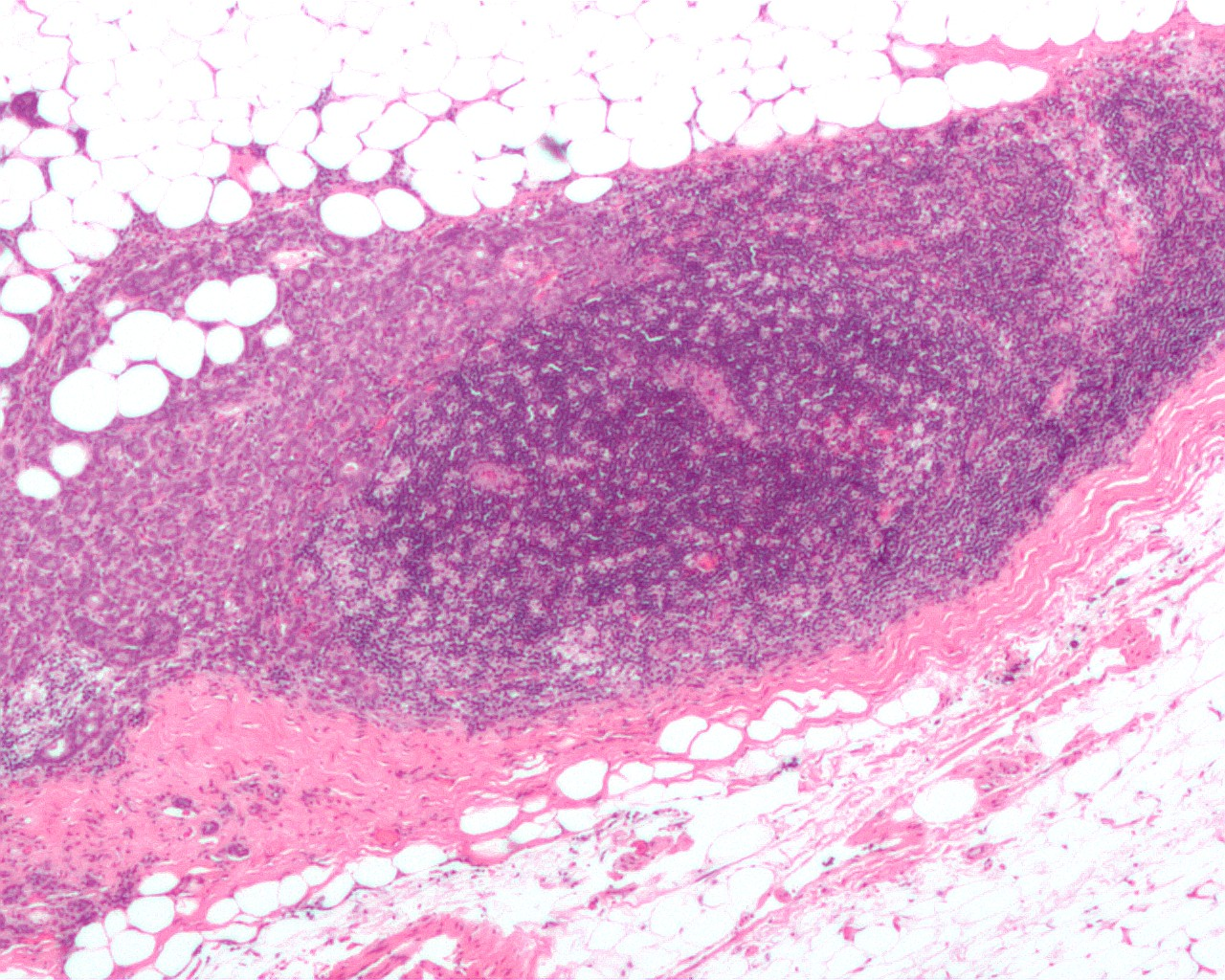
Micrografia mostrant càncer de pit (rosa fosc) infiltrat i al voltant d'un nòdul limfàtic.

El càncer de mama es desenvolupa primàriament al pit. Tanmateix, pot fer metàstasi (propagar-se) a través del vasos limfàtics propers els ganglis limfàtics, en general els que es troben sota el braç. Aquesta és la raó per a dur a terme la resecció quirúrgica per al càncer de mama pot implicar cirurgia sobre les glàndules sota el braç, anomenat "neteja" o "buidat" axil·lar, o bé la presa de mostres o biòpsies posteriors d'aquests ganglis, si aquests no són eliminats mitjançant cirurgia.
El càncer de mama també pot propagar a altres parts del cos a través dels vasos sanguinis o el sistema limfàtic. Aquest es pot propagar als pulmons, la pleura (la membrana que recobreix els pulmons), fetge, cervell i més comunament als ossos. El setanta per cent dels cops que el càncer de mama s'estén a altres llocs, s'estén als ossos, especialment les vèrtebres i els ossos llargs dels braços, cames i costelles. En general, quan el càncer de pit es propaga als ossos, elimina part del teixit ossi sa, causant punts febles, on els ossos es poden fracturar amb facilitat. Aquesta és la raó perquè els pacients amb càncer de mama sovint duen tirants o usen cadira de rodes i tenen dolor d'ossos.
Quan el càncer de mama es troba en els ossos, en general s'ha estès a altres punts. En aquesta etapa, es pot tractar, sovint durant molts anys, però no és curable. Igual que les cèl·lules mamàries normals, aquests tumors en els ossos sovint creixen afavorides per hormones femenines, especialment estrògens. Per tant, es prescriuen tractaments amb medicaments que disminueixen els nivells d'estrogen.
El 2008, els científics descobriren que el càncer de mama era més invasiu quan estaven presents una tríada de cèl·lules en la mateixa regió anatòmica: un de cèl·lules endotelials (un tipus de cèl·lula que delimita els vasos sanguinis), macròfags perivasculars (un tipus de cèl·lula immunitària troben a prop dels vasos sanguinis), i un tumor de cèl·lules que produeixen la proteïna Mena. Aquesta important troballa podria alterar la forma en què es tracta el càncer de mama.

## Tractament
El tractament del càncer de mama depèn de diversos factors, inclòs l'etapa del càncer i l'edat de la persona. Els tractaments són més agressius quan el càncer està més avançat o hi ha un major risc de recurrència del càncer després del tractament.
El càncer de mama se sol tractar amb cirurgia, que pot anar seguida de quimioteràpia o radioteràpia, o ambdues coses. És preferible un enfocament multidisciplinari. Els càncers amb receptors hormonals positius es tracten sovint amb teràpia de bloqueig hormonal durant diversos anys. Es poden administrar anticossos monoclonals o altres tractaments immunomoduladors en certs casos de càncer de mama metastàtic i altres estadis avançats. Tot i que encara s'està estudiant aquesta gamma de tractaments.

### Cirurgia

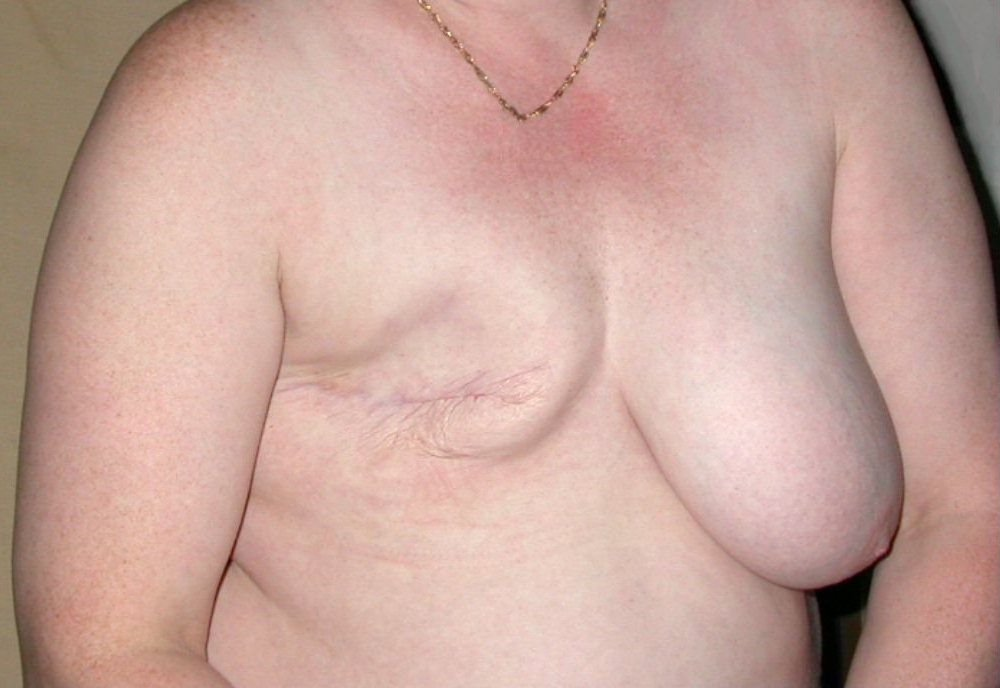
Tòrax després de la mastectomia mamària dreta

La cirurgia consisteix en l'eliminació física del tumor, normalment juntament amb part del teixit circumdant. Es pot fer l'exèresi d'un o més ganglis limfàtics durant la cirurgia; cada vegada s'utilitza més la identificació prèvia dels ganglis a eliminar, mitjançant el procediment del gangli sentinella.
Les cirurgies estàndard inclouen:
- Mastectomia: extirpació de tot el pit.
- Quadrantectomia: extirpació d'una quarta part del pit.
- Tumorectomia: eliminació d'una petita part del pit.

Un cop eliminat el tumor, si la persona ho desitja, es pot realitzar una cirurgia de reconstrucció mamària, un tipus de cirurgia plàstica, per millorar l'aspecte estètic del lloc tractat. Com a alternativa, les dones utilitzen pròtesis mamàries per simular un pit sota la roba o trien un pit pla. La pròtesi del mugró es pot utilitzar en qualsevol moment després de la mastectomia.

### Medicació
Els medicaments que s'administren després de la cirurgia constitueixen la teràpia adjuvant. La quimioteràpia o altres tipus de teràpies abans de la cirurgia s'anomenen teràpia neoadjuvant. L'àcid acetil salicílic pot reduir la mortalitat per càncer de mama quan s'utilitza amb altres tractaments.
Actualment hi ha tres grups principals de medicaments utilitzats per al tractament adjuvant del càncer de mama: agents blocadors d'hormones, quimioteràpia i anticossos monoclonals.

#### Teràpia hormonal
Alguns càncers de mama requereixen estrògens per continuar creixent. Es poden identificar per la presència de receptors d'estrògens (ER+) i receptors de progesterona (PR+) a la seva superfície (de vegades anomenats junts com a receptors hormonals). Aquests càncers ER+ es poden tractar amb medicaments que bloquegen els receptors, per exemple: tamoxifèn o, alternativament, bloquejant la producció d'estrògens amb un inhibidor de l'aromatasa, p. anastrozole o letrozole. Es recomana l'ús de tamoxifèn durant 10 anys. El tamoxifèn augmenta el risc de sagnat postmenopàusic, pòlips endometrials, hiperplàsia i càncer endometrial. Es recomana letrozole durant 5 anys.
Els inhibidors de l'aromatasa només són adequats per a dones després de la menopausa; tanmateix, en aquest grup, semblen millors que el tamoxifèn. Això es deu al fet que l'aromatasa activa en dones postmenopàusiques és diferent de la forma prevalent en dones premenopàusiques i, per tant, aquests agents són ineficaços per inhibir l'aromatasa predominant de dones premenopàusiques. Els inhibidors de l'aromatasa no s'han d'administrar a dones premenopàusiques amb funció ovàrica intacta (tret que també estiguin en tractament per deixar de funcionar els seus ovaris). Els inhibidors de la CDK es poden utilitzar en combinació amb teràpia endocrina o aromatasa.

#### Quimioteràpia
La quimioteràpia s'utilitza principalment en casos de càncer de mama en els estadis 2-4, i és particularment beneficiosa en la malaltia del receptor d'estrògens negatius (ER-). Els medicaments de quimioteràpia s'administren en combinacions, generalment durant períodes de 3 a 6 mesos. Un dels règims més comuns, conegut com "AC", combina ciclofosfamida amb doxorubicina. De vegades s'afegeix un medicament taxà, com el docetaxel, i aleshores el règim es coneix com a "CAT". Un altre tractament comú és la ciclofosfamida, el metotrexat i el fluorouracil (o "CMF"). La majoria dels medicaments de quimioteràpia funcionen destruint cèl·lules canceroses de creixement ràpid i/o de ràpida reproducció, ja sigui causant danys a l'ADN després de la seva replicació o per altres mecanismes. No obstant això, els medicaments també danyen les cèl·lules normals de ràpid creixement, que poden provocar efectes secundaris greus. El dany al múscul cardíac és la complicació més perillosa de la doxorubicina, per exemple.

#### Anticossos monoclonals
El trastuzumab, un anticòs monoclonal contra HER2, ha millorat la supervivència lliure de malaltia durant 5 anys dels càncers de mama HER2 positius en estadi 1-3 fins a aproximadament el 87% (supervivència global del 95%). Entre un 25% i un 30% dels càncers de mama sobreexpressen el gen HER2 o el seu producte proteic, i la sobreexpressió d'HER2 en càncer de mama s'associa amb un augment de la recurrència de la malaltia i un pitjor pronòstic. Tanmateix, el trastuzumab és molt car i el seu ús pot causar efectes secundaris greus (aproximadament el 2% de les persones que el reben presenten un dany cardíac important). El pertuzumab prevé la dimerització HER2 i es recomana juntament amb trastuzumab i quimioteràpia en malalties greus.

### Radioteràpia

Radioteràpia interna per al càncer de mama

La radioteràpia s'administra després de la cirurgia a la regió del llit tumoral i dels ganglis limfàtics regionals, per destruir les cèl·lules tumorals microscòpiques que poden haver escapat de la cirurgia. Quan s'administra intraoperatòriament com a radioteràpia intraoperatòria dirigida, també pot tenir un efecte beneficiós sobre el microambient tumoral. La radioteràpia es pot administrar com a radioteràpia de feix extern o com a braquiteràpia (radioteràpia interna). De forma convencional, es fa radioteràpia després de l'operació per al càncer de mama. També es pot produir radiació en el moment de l'operació del càncer de mama. La radiació pot reduir el risc de recurrència en un 50-66% (1/2 - 2/3 reducció del risc) quan s'administra amb la dosi correcta i es considera essencial quan es tracta el càncer de mama eliminant només el tumor (tumorectomia o escissió local ampla). Al començament del càncer de mama, la irradiació parcial de mama no dona el mateix control del càncer al pit que el tractament de tot el pit i pot causar pitjors efectes secundaris.

## Història
Degut a la seva visibilitat, el càncer de mama és el tipus de càncer més freqüentment descrit en documents antics. L'evidència més antiga de càncer de mama prové de l'Egipte i data del 1600 aC, època de la Dinastia VI. El papir d'Edwin Smith descriu 8 casos d'úlceres o tumors de la mama que van ser tractats mitjançant cauterització. L'escrit diu sobre la malaltia, "No hi ha cap tractament." Durant segles, els metges descriuen casos similars en la seva pràctica, amb la mateixa conclusió. No fou fins que la medicina assolí un major enteniment del sistema circulatori en el segle xvii que es pogué establir l'associació entre el càncer de mama i els ganglis limfàtics de l'aixella. El cirurgià francès Jean Louis Petit (1674-1750) i més tard el cirurgià escocès Benjamin Bell (1749-1806) van ser els primers a eliminar els ganglis limfàtics, el teixit de la mama, el pit i els músculs subjacents. L'èxit de la seva tasca conduí a William Stewart Halsted a iniciar la realització de la mastectomia el 1882. La mastectomia radical de Halsted sovint involucrava l'eliminació d'ambdues mames, els ganglis limfàtics associats i els músculs pectorals. Aquest procediment conduïa sovint a dolors i la discapacitat permanent, però va ser vist com a necessari per prevenir que el càncer ressorgís. La mastectomia radical seguí sent la norma fins a la dècada de 1970, quan una nova comprensió de metàstasis portà a percebre el càncer com a malaltia sistèmica, més que no pas una malaltia localitzada en un sol òrgan, i es desenvoluparen procediments quirúrgics que han demostrat la mateixa eficàcia.
Prominents dones que van morir de càncer de mama foren l'emperadriu Teodora (muller de Justinià I), Anna d'Espanya, mare de Lluís XIV de França; Mary Washington, mare de George Washington, i Rachel Carson, l'ambientalista.

## La vida diària
En general el ritme de la vida quotidiana es veu alterat durant els períodes de teràpia. Durant aquest temps és necessari tenir més cura d'una mateixa i atendre les necessitats que vagin sorgint, adaptant el ritme diari a les noves situacions. Aquest és un procés que cada persona es planteja d'acord amb les seves capacitats, prioritats i experiències. És un moment per pensar com continuar desenvolupant la vida quotidiana sense sentir-se sobrecarregada i sense deixar que la malaltia es converteixi en el centre de la vida. Tenir cura d'una mateixa implica molts aspectes. La nutrició i mantenir-se activa són dos elements clau per tenir més sensació de benestar.
És necessària una aportació de calories i proteïnes diàries suficients per evitar oscil·lacions importants en el pes i mantenir la fortalesa. Menjar bé ajuda a sentir-se millor i tenir més energia. L'activitat física també ajuda en aquest sentit. Hi ha moltes opcions per fer activitats, com ara caminar, anar a la piscina, fer ioga o d'altres. L'activitat augmenta la fortalesa, l'energia i també ajuda a disminuir l'estrès.